# マイナー・シール・ベイツ

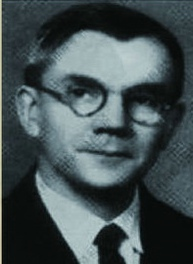
マイナー・シール・ベイツ

マイナー・シール・ベイツ（Miner Searle Bates、1897年5月28日 - 1978年10月）は、アメリカ合衆国オハイオ州ニューアーク出身の歴史学者。イェール大学で博士号を取得、金陵大学（現：南京大学）副学長を歴任。中華民国政府の顧問であった。1937年12月、南京攻略戦において、南京安全区国際委員会の一員として中国市民を保護する活動に従事した。

## 略歴
1916年、ハイラム学院において文学士号を得る。同年、オックスフォード大学に入学。第一次世界大戦中に世界YMCAの書記としてインドやメソポタミヤに派遣され、戦時中の民衆救済活動に参加した。1920年にオックスフォード大学を卒業し、基督会によって宣教師に任命され、南京の金陵大学の歴史学教授に就任する。1923年、金陵女子文理学院教師リリア・ロビン（Lilliath Robbins）と結婚。1934年から1935年には、ハーヴァード大学にて日本語・ロシア語を学んだ。1935年、イェール大学にて中国史研究による哲学の博士号を取得した。1936年には長野県野尻湖畔の教会に避暑のため家族で訪れる。知日派で日本人クリスチャンに知人も多く、日本社会を分析した論稿も多い。
1937年にも避暑のため家族で野尻湖畔に訪れていたが、9月中旬に日中戦争の開始と南京空爆を知ると単身南京へ戻る。以降、南京において民衆救済活動に従事し、11月22日には南京安全区国際委員会の委員となる（12月13日に南京陥落）。委員会の中心メンバーとして財政実務や南京日本大使館への抗議交渉を担当。南京国際赤十字委員会委員、金陵大学緊急委員会委員長として、金陵大学施設に設置したいくつかの難民キャンプの責任者も務めた。1938年1月13日には金陵大学副学長に任命される。同年8月に妻子の待つ日本を訪問。多くのクリスチャンや日本人有識者と会って時局を談じる機会を持った。

## 栄典
1938年と1946年には蔣介石より勲章を授かっている。

## ユネスコ記憶遺産
中華人民共和国政府は、ベイツが南京軍事法廷でおこなった証言をユネスコ記憶遺産へ申請し、2015年登録された。